# Bartolomeu Dias
Bartolomeu Dias, také Bartolomeo Diaz (asi 1450 – 29. května 1500 u mysu Dobré naděje), byl portugalský mořeplavec, který jako první obeplul mys Dobré naděje.

## Život
Bartolomeu Dias pocházel ze slavné rodiny námořních plavců. Jeho předkové a příbuzní mezi prvními obepluli obávaný mys Bojador a objevili Zelený mys na pobřeží západní Afriky.
Dvě Diazovy karavely o výtlaku 50 tun opustily Lisabon v srpnu 1487 a pluly podél afrického atlantického pobřeží k jihu. Byla to nevelká plavidla pevné konstrukce s malým ponorem. Nově kombinované plachtoví jim zajišťovalo dobré plavební vlastnosti, včetně možností využití protivětru.
Na 29° s. š. Portugalci zakotvili, zřídili si tu základnu a dále už pokračovala jen jedna z lodí. Asi 2° na jih od obratníku Kozoroha minula poslední z kamenných pilířů ve tvaru kříže, nazývaných padrão [padraun], vztyčovaných na pobřeží jako orientační body i na znamení vlastnického práva. Nyní se před Diasovými plavci rozprostíraly jen neznámé země a „moře Temnot“. Další pilíř postavil Dias v Angra dos Ilheos (dnešní Diaz Point) a pak zamířil k Angra das Voltas na jižním břehu ústí Oranje.
Třináct dní se jeho koráb plavil přímo k jihu, dostal se do hrozné bouře, a aniž si toho námořníci povšimli, obeplul nejjižnější výspu černého kontinentu. Expedice, nyní už ve vlnách Indického oceánu, nabrala severní kurs, poprvé se na východoafrické pobřeží v dnešní Mossel Bay a za další zastávku zvolila záliv Algoa. Největší překážka na cestě do Indie byla tehdy zdolána, ale osud nebyl Bartolomeu Diasovi nakloněn – posádka byla na konci sil, zásoby potravin docházely a k dovršení všech běd je soustavně pronásledovala mimořádná nepřízeň počasí.
O pokračování plavby až do kýžené Indie nemohla být ani řeči. Diasovi se podařilo doplout jen do ústí dnešní Velké rybí řeky, ale pak ho vzpoura mužstva přinutila k návratu. Nejjižnější výběžek Afriky, jehož obeplutím se zařadil mezi velikány objevných plaveb, objevil vlastně až na zpáteční cestě. Pojmenoval ho Cabo Tormentoso (Bouřlivý mys), ale název se neujal, neboť král z obav, že by mohl odrazovat další mořeplavce, později nařídil, aby toto místo neslo „optimistické“ jméno Cabo de Boa Esperanca (mys Dobré naděje).
Po více než půlročním pobývání na moři a po prozkoumání „na 350 mil neznámého pobřeží“ přistály Diasovy karavely v prosinci 1488 v Lisabonu. Dias byl nadšeně oslavován a zahrnován přízní, a zůstává tedy záhadou, proč dostal o devět let později při výběru velitele velké indické expedice přednost Vasco da Gama. Africký veterán vyplul na moře ještě dvakrát. Roku 1498 ke Kapverdám a roku 1500 jako účastník Cabralovy výpravy do Indie. Mys Dobré naděje se mu při ní stal osudným, neboť poblíž zahynul při potopení čtyř lodí ve strašlivé bouři. Diasovy velké činy zvěčnil portugalský renesanční básník Luís de Camões v eposu Lusovci.